# Niederspannungsnetz
Niederspannungsnetze sind ein Teil des Stromnetzes zur Verteilung der elektrischen Energie an den größten Teil der elektrischen Endverbraucher (Niederspannungsgeräte) und werden von vielen regionalen Verteilnetzbetreibern zur Verfügung gestellt. Um Leistungsverluste zu minimieren, sind Niederspannungsnetze in der räumlichen Ausdehnung auf einen Bereich von einigen 100 m bis zu einigen wenigen Kilometern beschränkt. Sie werden daher regional über Transformatorenstationen aus einem übergeordneten Mittelspannungsnetz gespeist.
Niederspannungsnetze sind im Unterschied zu den anderen Spannungsebenen in weiten Bereichen Europas nicht als Drei-, sondern als Vierleitersysteme aufgebaut, um den Anschluss einphasiger Verbraucher zu ermöglichen. Sie werden üblicherweise mit einer Netzspannung von 230 V / 400 V (einphasig / dreiphasig) bis 1000 V betrieben. Die Bemessungsleistungen einzelner Ortsnetztransformatoren liegen bei 250, 400, 630 oder 1000 kVA. Außerhalb von Europa sind auch andere Formen und Betriebsspannungen üblich. Im nordamerikanischen Raum und teilweise im asiatischen Raum ist beispielsweise das Einphasen-Dreileiternetz und das darauf aufbauende Red-Leg Delta System verbreitet.

## Netzformen

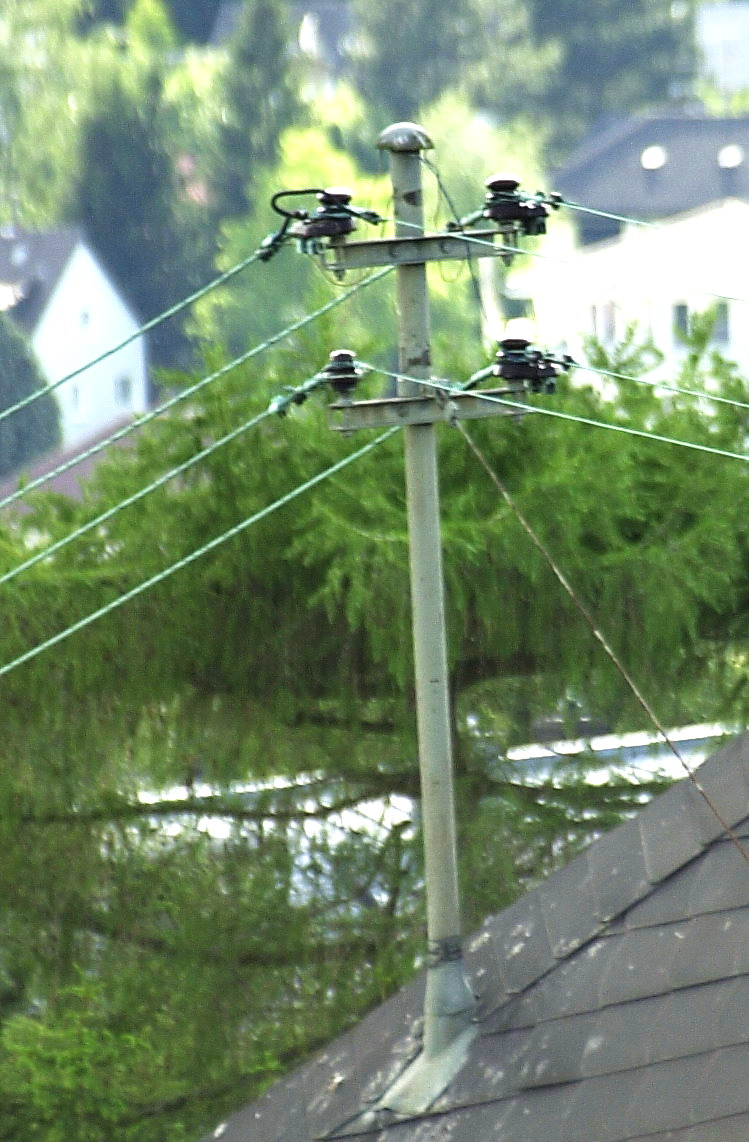
Dachständer mit Freileitungen, Teil des Niederspannungsnetzes

### Europa
Die in Europa gebräuchlichen Netzformen basieren auf Dreiphasenwechselstrom, sind von der International Electrotechnical Commission (IEC) festgelegt:
- TN-System (frz. Terre Neutre): Es ist in Mitteleuropa die gebräuchlichste Ausführung, besitzt einen starr geerdeten Sternpunkt, und in verschiedenen Teilausführungen wird der Schutzleiter bzw. gemeinsam der Neutral- und Schutzleiter als sogenannter PEN-Leiter von der Transformatorenstation bis zu den einzelnen Unterverteilungen geführt. Damit sind fünf bzw. vier parallele Leiter notwendig. Das TN-System unterteilt sich je nach konkreter Ausführung des Schutzleiters bzw. Neutralleiters und deren Kombinationen in das TN-C-System, TN-S-System und das gebräuchlichste, das TN-C-S-System.
- TT-System (frz. Terre Terre): Ein Punkt der Stromquelle, meist der Sternpunkt des Transformators, ist direkt über einen Betriebserder mit Erde verbunden. Die Körper der elektrischen Betriebsmittel in der Verbraucheranlage sind direkt über einen Anlagenerder ebenfalls mit Erde verbunden. Zwischen beiden Erdern gibt es im Gegensatz zum TN-System keine direkte Verbindung über einen PEN- bzw. PE-Leiter. Weitere Schutzmaßnahmen können erforderlich werden, da durch die Höhe des Erdungswiderstandes des Anlagenerders die automatische Abschaltung der Stromversorgung im Fehlerfall nicht gewährleistet ist.
- IT-System (frz. Isolé Terre): Sogenanntes isoliertes Netz. Verwendung in meist kleinräumigen Industrienetzen und in Krankenhäusern. Als Besonderheit ist in diesem Netz der Sternpunkt nicht geerdet. IT-Netze haben den Vorteil, dass ein einfacher Erdschluss nicht sofort zu einem Ausfall führt. Der Fehler wird von einem Isolationsüberwachungsgerät angezeigt und kann dann unter Umständen ohne Unterbrechung behoben werden. An der Fehlerstelle fließt ein geringer  Blindstrom. Die Höhe des Stromes ist von der Kapazität der in dem Netzbereich zusammengeschalteten Netzkabel abhängig. Der Einsatz von Fehlerstromschutzschaltern ist in diesem Netz nur bei Zwei- oder Mehrfachfehlern zur sofortigen Abschaltung möglich.

### USA, Kanada, Australien, Großbritannien
In den USA ist in ländlichen Gebieten ein symmetrisches Einphasennetz (Einphasen-Dreileiternetz) üblich. Es werden drei Leiter verlegt, von denen einer geerdet ist. Die anderen beiden führen jeweils 120 Volt / 60 Hz gegen Erde, jedoch um  180° phasenverschoben. Dadurch ist 120 Volt oder in symmetrischer Form 240 Volt verfügbar. Um Netze über weite Strecken aufbauen zu können, werden oft Masttransformatoren pro Verbraucher genutzt, die aus einer auf den gleichen Masten verlegten Mittelspannungsleitung gespeist werden. Die Stromrückleitung erfolgt über die Erde, indem jeder der Trafos einseitig geerdet ist (Single Wire Earth Return).
Ist Drehstrom erforderlich, wird ein dritter Leiter verlegt. Um dabei das symmetrische Einphasennetz beibehalten zu können, ist der dritte Leiter jedoch auf hohem Potential gegen Erde (High Leg, 208 V entsprechend 120 V · √3).
Auch in Großbritannien und Australien sind auf dem Lande Einphasennetze üblich, jedoch mit 230 bis 240 Volt gegen Erde und dementsprechend 460 bis 480 Volt zwischen den Außenleitern. In Australien wird auch vom Single Wire Earth Return mit Masttransformatoren pro Verbraucher Gebrauch gemacht.

## Topologie

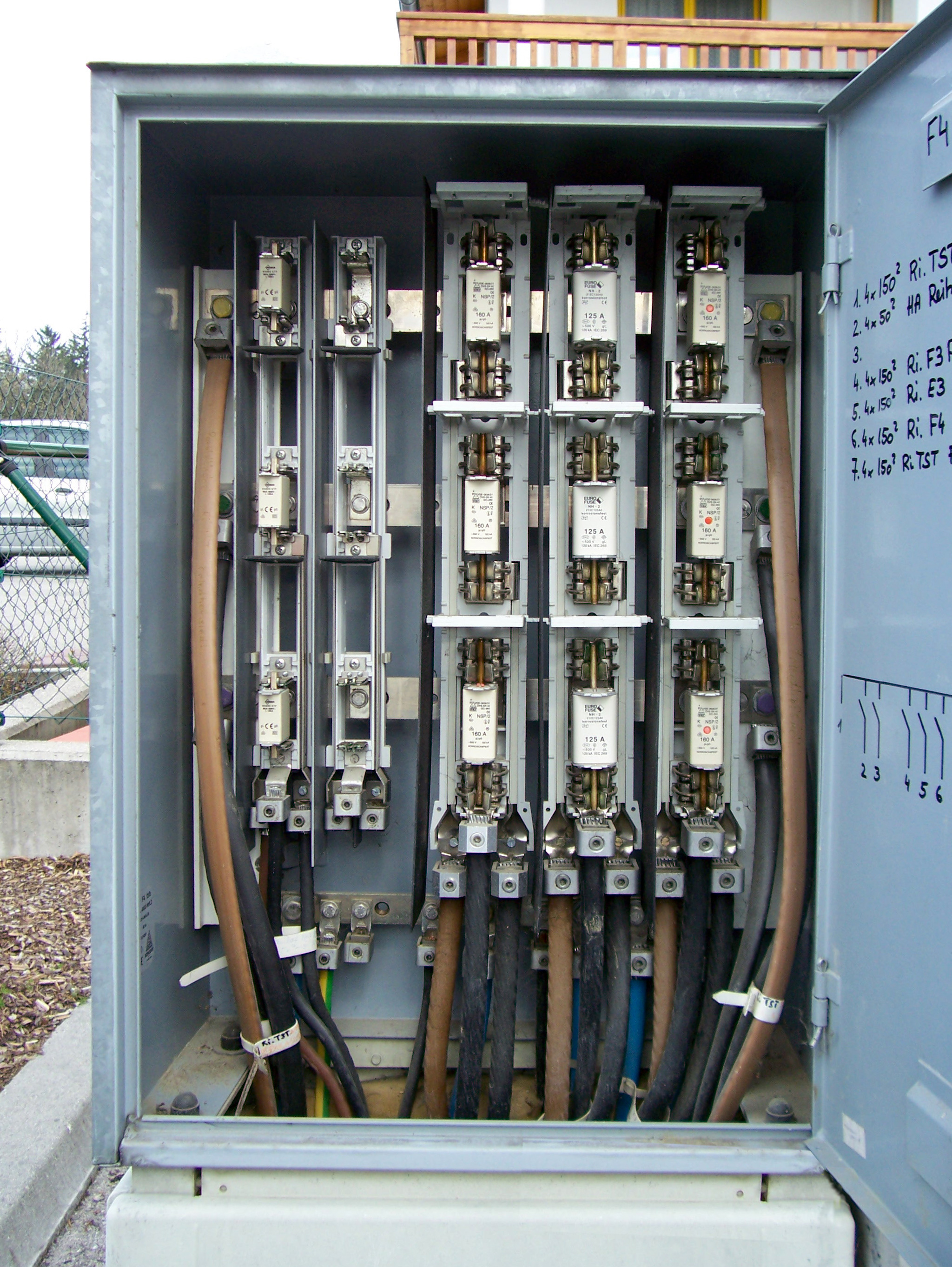
Hauptverteilung mit NH-Sicherungen

Niederspannungsnetze sind ausgehend vom Bereich der Hauptverteilung üblicherweise in mehrere Kabelstränge unterteilt, welche einzelne Häuser oder Häusergruppen in der näheren Umgebung versorgen. Die Stränge werden meist sternförmig realisiert, wobei im Bereich des Hausanschlusses über einen so genannten Schleifenkasten die Abzweigungen zu den Unterverteilung erfolgen. Bei den in ländlichen Gegenden noch üblichen Freileitungen erfolgt die Ausspeisung über Dachständer. In Sonderfällen kann ein Niederspannungsnetz auch als Ring aufgebaut und von mehreren Stellen gespeist sein.
Im Bereich der Unterverteilung erfolgt eine sternförmige Speisung der einzelnen Verbraucher und Steckdosen. In England und in manchen ehemaligen englischen Kolonien kommen auch ringförmige Verteilungen im Rahmen der Norm BS 1363 in Wohnungen vor. Die Ringtopologie hat den Vorteil, dass bei gleicher Leistung geringere Leiterquerschnitte verwendet werden können, allerdings ist der Installationsaufwand höher.

## Speisung

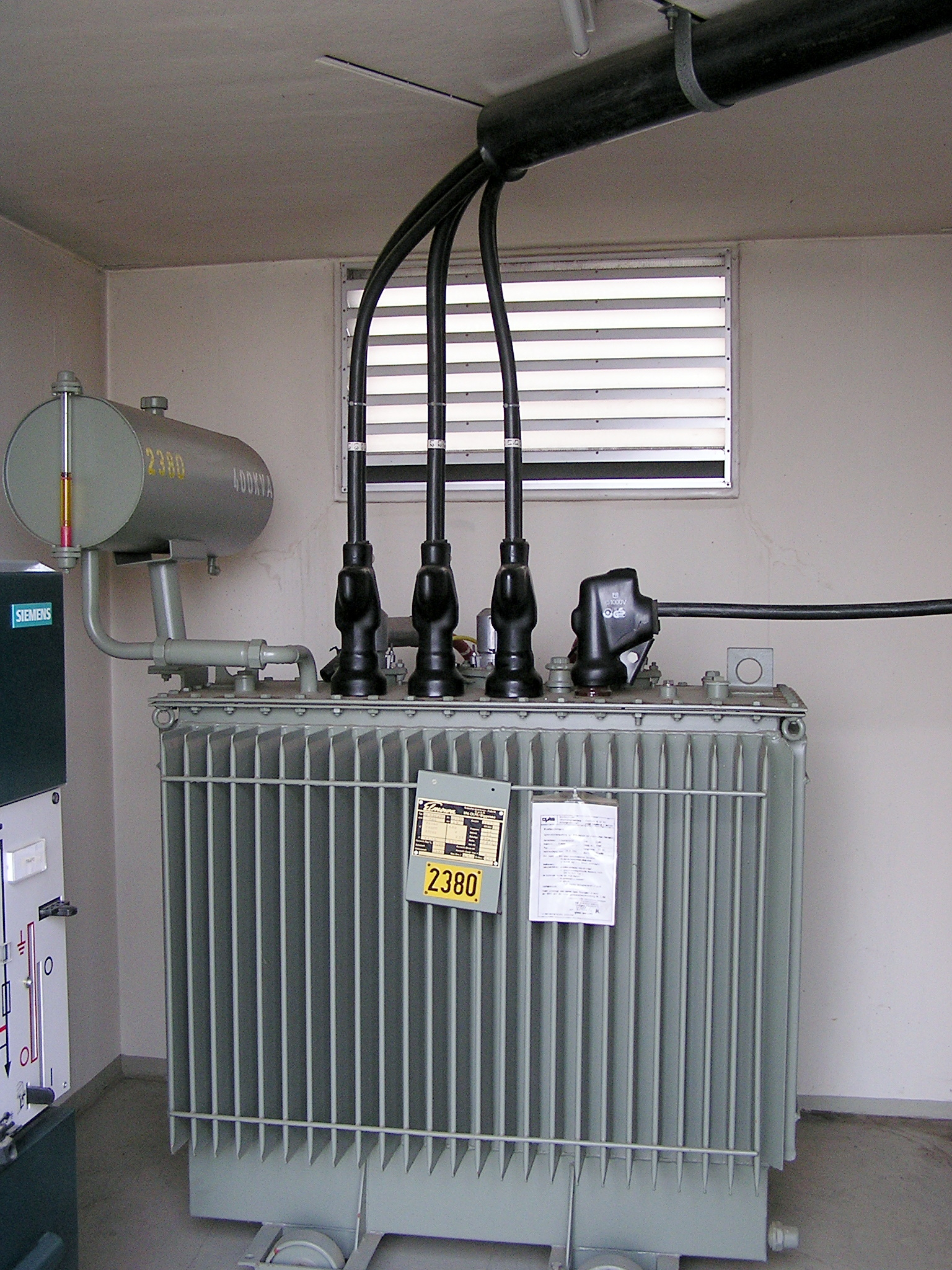
Transformator im Inneren einer Transformatorenstation zur Speisung eines Niederspannungsnetzes aus dem übergeordneten Mittelspannungsnetz

Niederspannungsnetze werden aus dem Mittelspannungsnetz durch lokale Transformatorenstationen gespeist. Manchmal wird ein etwas kostengünstigerer Trafo mit der Schaltgruppe Yy0 (Stern-Stern 0) verwendet, wobei die Sekundärseite der Wicklungen an einem Ende zum Sternpunkt zusammengeschaltet sind. Besser als die Sternschaltung ist die Schaltgruppe Yz5 (Stern-Zickzack 5), bei der durch die Verteilung des unsymmetrischen Außenleiterstromes auf je 2 Schenkelhälften eines Trafos die Unsymmetrie weitestgehend ausgeglichen wird. Geschieht dieser Ausgleich nicht, dann werden die einzelnen Außenleiterspannungen beim Verbraucher ungleich hohe Spannungswerte aufweisen und Schieflasten sind die Folge.
Auf der Niederspannungsseite wird der Sternpunkt des Ortstransformators starr geerdet. Dabei ist ein Erdungswiderstand von gewöhnlich RE unter 2 Ω gefordert. Ist dieser Wert durch Alterung, Beschädigung, Bodentrockenheit oder anderen Umständen höher, kann es im Fehlerfall zu unzulässig hohen Berührungsspannungen oder Schrittspannungen kommen.

## Leiterbezeichnungen
- Außenleiter (L1, L2, L3): Bezeichnung für das potentialführende Ende der Transformatorwicklung. Dabei handelt es sich um drei um je 120° phasenverschobene Leiter im Drehstromsystem. Umgangssprachlich wird der Außenleiter auch als Phase bezeichnet, bzw. wird ein Außenleiter gegen Neutralleiter auch als Lichtstrom und der Dreiphasenwechselstrom auch als Kraftstrom bezeichnet.
- Neutralleiter (N): Dies beschreibt einen Leiter, der mit dem Neutralpunkt (meist Sternpunkt im Drehstromnetz) elektrisch verbunden ist und in der Lage ist, zur Verteilung elektrischer Energie beizutragen. Bei einem symmetrisch belasteten Drehstromsystem mit ohmscher Last heben sich die Ströme in den Außenleitern auf. Im Sternpunkt (Neutralleiter) fließt kein elektrischer Strom. Erst wenn durch einen 230-V-Verbraucher eine unsymmetrische Last entsteht, gleicht der Strom im Neutralleiter die Unsymmetrie aus.
- Schutzleiter (PE): Dies beschreibt den Leiter, der ausschließlich zum Schutz vor gefährlichen Berührungsspannungen verwendet wird. Er ist immer grün/gelb gekennzeichnet und ist eine durchgehende elektrische Verbindung aller leicht berührbaren und nicht zum Betriebsstromkreis gehörenden  Metallteile.
- PEN-Leiter (PEN): Dies ist ein Leiter, der zugleich die Funktionen des Schutzleiters (PE) und des Neutralleiters (N) erfüllt. Ein Leiter mit solcher Doppelfunktion ist nur in einem TN-C-System möglich. Mögliche Probleme: siehe Beschreibung im Artikel PEN-Leiter. In Neuanlagen sind PEN-Leiter  nur fest verlegt mit einem Leiterquerschnitt von mindestens 10 mm² Kupfer oder 16 mm² Aluminium erlaubt, was eine „klassische Nullung“ wie früher  betrieben ausschließt.
- Erdung: Wenn von geerdet oder Erdung gesprochen wird, so ist immer eine leitende Verbindung zur Erde gemeint. Diese wird durch einen Erder hergestellt. Üblich sind Fundamenterder im Hausfundament, Staberder bis 20 m Tiefe oder Bandeisenerder, die 15 m lang 1 m tief eingegraben werden. Die Erder der Trafostationen sollen nicht mehr als 2 Ω Widerstand haben. Alle anderen Erder haben meist einen schlechteren Erdungswiderstand, der stark von der Bodenbeschaffenheit und dem Wetter abhängig ist.
- Potentialausgleich: In den Potentialausgleich werden neben allen Schutzleitern der Anlage und dem PE-Leiter der Versorgung auch alle elektrisch leitfähigen Körper (z. B. Stiegengeländer, Heizungsrohre, Wasserleitungen, Abwasserleitungen, Klimaanlagen, Gasrohre usw.) einbezogen. Die frühere Forderung, auch Duschwannen bzw. Badewannen an den Potentialausgleich anzuschließen, ist in den aktuellen Normen nicht mehr enthalten.

Die Bahn muss unter ihren Fahrleitungen alle metallischen Teile in den Potenzialausgleich einbeziehen, auch Geländer, Uhren und Verkleidungen. Im Rissbereich der Fahrleitung müssen die Leitungen sogar 25 kA/1 s thermische Kurzschlussströme aushalten. Der elektrische Spannungsabfall durch Fahrleitungskurzschlüsse würde sonst zu hohe Spannungen erzeugen.

### Farbgebung
Zur Unterscheidung der Außenleiter und des Neutralleiters sind bei Kabelsystemen für Niederspannung je nach Region einheitliche Farben festgelegt. In der EU ist die Farbgebung durch die Norm EN 60445 (IEC 60445, VDE 0197) festgelegt. In anderen Ländern werden auch davon abweichende Farbschemata verwendet. Einige übliche Farbgebungen in Dreiphasensystemen sind:
| Land                      | L1              | L2                     | L3          | Neutralleiter N | Erde/ Schutzerde                  |
| ------------------------- | --------------- | ---------------------- | ----------- | --------------- | --------------------------------- |
| Europäische Union         | Braun           | Schwarz                | Grau        | Blau            | Grün-Gelb                         |
| Deutschland               | [ * 2 ]         | [ * 2 ] [ * 2 ]        | [ * 2 ]     | [ * 2 ] [ * 2 ] | [ * 2 ]                           |
| Schweiz                   | [ * 2 ]         | [ * 2 ]                | [ * 2 ]     | [ * 2 ]         | [ * 2 ]                           |
| Österreich                | [ * 2 ]         | [ * 2 ] [ * 2 ]        | [ * 2 ]     | [ * 2 ] [ * 2 ] | [ * 2 ]                           |
| Frankreich                | Braun           | Schwarz                | Schwarz     | Blau            | Grün-Gelb                         |
| Vereinigtes Königreich    | [ * 3 ]         | [ * 3 ]                | [ * 3 ]     | [ * 3 ]         | [ * 3 ]                           |
| Vereinigte Staaten        | Schwarz · Braun | Rot · Orange · Violett | Blau · Gelb | Weiß · Grau     | Grün-Gelb · Grün · Blankes Kupfer |
| Kanada                    | Rot             | Schwarz                | Blau        | Weiß            | Grün-Gelb · Blankes Kupfer        |
| Australien und Neuseeland | Rot             | Weiß                   | Dunkelblau  | Schwarz         | Grün-Gelb                         |
| China                     | Weiß            | Grün                   | Rot         | Hellblau        | Grün-Gelb                         |

Anmerkungen zur Farbtabelle:
1. ↑  
Bevorzugte Farben, Reihenfolge nicht definiert; Umfasst alle Länder, welche den CENELEC-Standard IEC 60445 anwenden.
2. 1 2 3 4 5 6 7 8 9 10 11 12 13 14 15 16 17 18 19  
Nur bei Altinstallationen
3. 1 2 3 4 5  
Vor dem 31. März 2004, festgelegt im British Standard BS 7671
4. ↑  
Nicht einheitlich festgelegt. Farben sind teilweise im NEC festgelegt.
5. ↑  
Verpflichtend von der Canadian Standards Association festgelegt
6. ↑  
Festgelegt im Standard AS/NZS 3000:2007
7. ↑  
Festgelegt im Standard  GB 50303-2002 Abschnitt 15.2.2

Die Verwendung des blauen Leiters in einem Niederspannungskabel für andere Zwecke als den Neutralleiter ist laut VDE 0100-510:514.3.Z4 als Ausnahme in der häuslichen Installation erlaubt, wenn in dem Kabel kein Neutralleiter benötigt wird und eine Verwechslung ausgeschlossen ist. So kann man die blaue Ader als geschaltete Leitung (zum Beispiel in einem Kabel zu einem einzelnen Schalter) verwenden, wobei eine eindeutige Markierung erfolgen sollte. Die Verwendung eines andersfarbigen (nicht blauen) Leiters als Neutralleiter (zum Beispiel des grauen Leiters in einem fünfadrigen Kabel für die Realisierung von zwei Stromkreisen in diesem) ist jedoch anhand dieser VDE Definition nicht erlaubt.

## Sonderformen

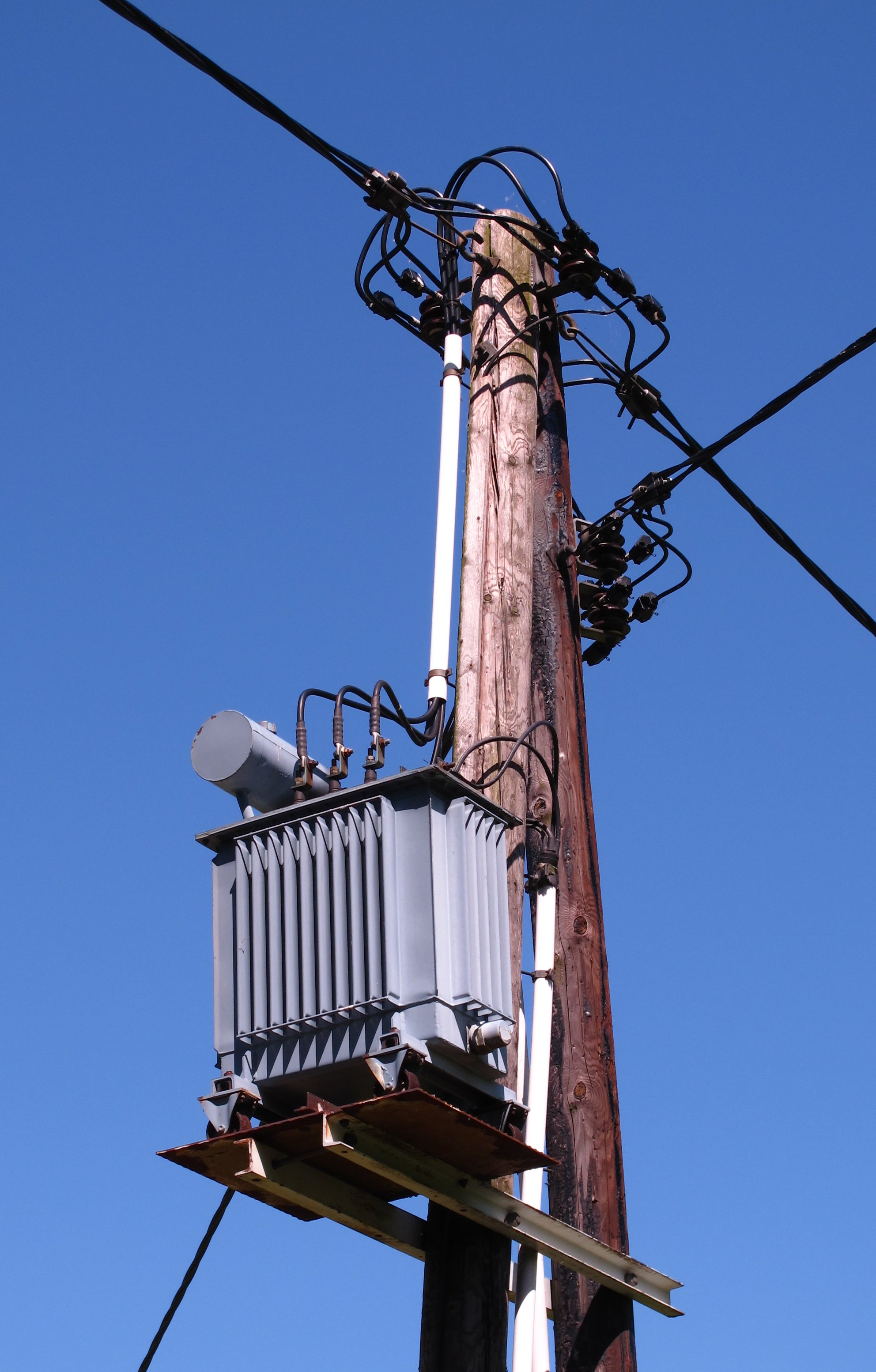
Masttransformator von 960 V auf 400 V für die Versorgung abgelegener Häuser in ländlichen Gebieten

Niederspannungsnetze mit Nennspannungen von 690 V werden unter anderem in Industrieanlagen oder Kraftwerken zur Versorgung von größeren Elektromotoren zum Antrieb von Pumpen, Förderbändern und dergleichen mit Leistungen von einigen 100 kW bis zu einigen Megawatt verwendet.
Eine weitere spezielle Anwendung höherer Niederspannungen sind ausgedehnte Niederspannungsnetze in ländlichen Gebieten in Europa mit 960 V als Zwischenspannung, um den Spannungsabfall zwischen der Mittelspannungs-Transformatorenstation und dem 400-V-Endkundenanschluss zu verringern. Dazu wird in unmittelbarer Nähe des Endkunden (zum Beispiel ein abgelegenes Gehöft oder einzelne abgelegene Landhäuser) ein zusätzlicher Transformator von 960 V auf 400 V im Leistungsbereich einiger 10 kVA vorgesehen. Die Transformatorstation, die mit Mittelspannung betrieben wird, kann sich hingegen einige Kilometer entfernt befinden. Der Vorteil der Zwischenspannung besteht neben einer Reduktion der Spannungsschwankungen auf langen Niederspannungszuleitungen darin, dass keine von der Isolierung her aufwändige und teure Mittelspannungsleitung bis zu den entlegenen Gebäuden notwendig ist. Es können die bis 1 kV zugelassenen Niederspannungsleitungen und Elektroinstallationseinrichtungen verwendet werden.

## Weitere Anwendungen
Niederspannungsnetze werden nicht nur zur elektrischen Energieversorgung verwendet, sondern auch zur Nachrichtenübertragung. Insbesondere erfolgen über Niederspannungsnetze die Übertragung von Steuersignalen mittels bidirektionalen Powerline Communication (PLC), historisch und in der Bedeutung abnehmend mittels der unidirektionalen Rundsteuertechnik und in manchen Ländern auch höherfrequente Datensignale mittels Trägerfrequenzmodems. Historisch gab es auch Anwendungen zu Übertragung von Rundfunkprogrammen mittels Drahtfunk auf Niederspannungsleitungen.